# Óleo de bagaço de azeitona
O óleo de bagaço de azeitona é o azeite extraído da polpa da azeitona após a primeira prensagem. Uma vez concluída a extração mecânica do azeite, cerca de 5% a 8% do azeite permanece na polpa, que deve então ser extraído com a ajuda de solventes, uma técnica industrial utilizada na produção da maioria dos outros óleos alimentares, incluindo canola, amendoim e girassol. Embora o azeite extraído desta forma continue a ser azeite, no comércio retalhista não pode ser simplesmente designado por "azeite". Com efeito, o Conselho Oleícola Internacional define o azeite como "o óleo obtido unicamente a partir do fruto da oliveira, com exclusão dos óleos obtidos por solventes ou por processos de reesterificação".

## Classes de retalho
O Conselho Oleícola Internacional classificou o óleo de bagaço de azeitona nas seguintes categorias:

### Óleo de bagaço de azeitona bruto
Óleo de bagaço de azeitona cujas características são as previstas para esta categoria. Destina-se a ser refinado para utilização no consumo humano ou a ser utilizado para fins técnicos.

### Óleo de bagaço de azeitona refinado
Óleo obtido por refinação de óleo de bagaço de azeitona bruto. Apresenta uma acidez livre, expressa em ácido oleico, não superior a 0,3 gramas por 100 gramas e as suas outras características correspondem às previstas para esta categoria.

### Óleo de bagaço de azeitona
Óleo constituído por uma mistura de óleo de bagaço de azeitona refinado e de azeites virgens próprios para consumo no estado em que se encontram. A British Food Standards Agency, entre outras, emitiu avisos sobre as possíveis propriedades cancerígenas do óleo de bagaço de azeitona. Citando: "O óleo de bagaço de azeitona é feito a partir do resíduo deixado após a produção de azeite virgem. É o azeite de grau mais baixo.
O Governo espanhol informou que foram encontrados níveis elevados de contaminantes denominados hidrocarbonetos aromáticos policíclicos (HAP), alguns dos quais podem causar cancro, em alguns produtos à base de óleo de bagaço de azeitona. Pensa-se que a contaminação resulta do processo utilizado para produzir este azeite. O Governo espanhol introduziu uma proibição temporária do óleo de bagaço de azeitona em resposta a estas descobertas. Atualmente, estabeleceu limites legais para a quantidade máxima de HAP no azeite.

## Factos nutricionais
- 824 Kcal / 100 ml) Dados por 100 ml
- Gordura total: 100 ml
- Gordura saturada: 14 ml
- Gordura polinsaturada: 7 ml
- Gordura monoinsaturada: 79 ml
- Colesterol: 0
- Total de hidratos de carbono: 0
- Proteínas: 0
- Açúcares: 0
- Fibra: 0
- Sódio: 0